# Los Cerrillos (Nuevo México)
Los Cerrillos es un lugar designado por el censo ubicado en el condado de Santa Fe en el estado estadounidense de Nuevo México. En el Censo de 2010 tenía una población de 321 habitantes y una densidad poblacional de 36,94 personas por km².

## Geografía
Los Cerrillos se encuentra ubicado en las coordenadas 35°25′38″N 106°7′16″O / 35.42722, -106.12111. Según la Oficina del Censo de los Estados Unidos, Los Cerrillos tiene una superficie total de 8.69 km², de la cual 8.69 km² corresponden a tierra firme y (0%) 0 km² es agua.

## Demografía
Según el censo de 2010, había 321 personas residiendo en Los Cerrillos. La densidad de población era de 36,94 hab./km². De los 321 habitantes, Los Cerrillos estaba compuesto por el 89.41% blancos, el 1.25% eran afroamericanos, el 1.87% eran amerindios, el 1.25% eran asiáticos, el 0% eran isleños del Pacífico, el 4.36% eran de otras razas y el 1.87% pertenecían a dos o más razas. Del total de la población el 38.32% eran hispanos o latinos de cualquier raza.